# 魔女は甦る
『魔女は甦る』（まじょはよみがえる）は、中山七里による日本の小説。
第8回『このミステリーがすごい!』大賞で大賞を受賞しデビューした著者が、その2年前の第6回の同コンテストに応募し最終選考に残った作品である。この時は落選という結果に終わったが、高い評価を受け、コンテストから4年後に幻冬舎より出版されることとなった。
著者の複数の作品に登場する渡瀬や捜査一課に配属されたばかりの古手川が、メインでは無いものの本作にも登場する。
2012年、同じく麻薬・ヒートが関連して話にも繋がりがある『ヒートアップ』が発売されたが、これは正統な続編とはされていない。

## あらすじ
埼玉県所沢市神島町。国道沿いの集落から1キロほど離れた沼地で、肉片と骨がバラバラに飛び散った見るも無残な死体が発見された。被害者は近くにある製薬会社・スタンバーグ社勤務の桐生隆。埼玉県警捜査一課の刑事・槙畑啓介らは捜査していくなかで、隠されたスタンバーグ社の内情や桐生隆の素顔、彼が開発に関わったと思われる麻薬・ヒートの恐ろしさを知ることになる。

## 登場人物

### 警察・捜査関係者
埼玉県警
槙畑 啓介（まきはた けいすけ）
埼玉県警捜査一課の刑事で今作の主人公。階級は警部補。捜査畑を歩いて12年。渡瀬班。知力・体力申し分なし、生真面目で清廉潔白、温厚だが犯罪には厳しく刑事向きの男だが、遺族の感情に同調してしまいやすいのが欠点。今回、渡瀬に言われて古手川とコンビを組まされるが、古手川の思慮の浅さや認識の無さに苛立ちや鬱陶しさを感じる。2年前に妻の頼子と離婚。あることで心に傷を持っている。
渡瀬（わたせ）
埼玉県警捜査一課で槙畑が所属する班の班長。階級は警部。大男で外見こそ粗野そのものだが、油断ならない観察眼をもっている。現場主義の古強者。検挙率は県警本部随一。新しいものが好きで、本人曰く「女房も2度変えた」。
古手川 和也（こてがわ かずや）
今年捜査一課に配属されたばかりの刑事。25歳。
神山（かみやま）
埼玉県所沢市神島町の初老の駐在。巡査。桐生の遺体の第一発見者。
里中（さとなか）
埼玉県警本部長。
栗栖（くりす）
埼玉県警捜査一課課長。
門脇（かどわき）
埼玉県警捜査一課管理官。
その他
宮條 貢平（くじょう こうへい）
警察庁生活安全局課長補佐。階級は警視長。40代前半でひょろりと痩せていて、警察庁の捜査官には珍しく腰が低い。細い眉、小さめの縁なし眼鏡をかけている。ヒートやスタンバーグ社の情報を埼玉県警に提供する。刑事になったばかりのころに埼玉県警に配属され、渡瀬の下で働いていたことがあり、その時は署内きっての名コンビとうたわれたらしい。古手川の次に槙畑とコンビを組んで捜査する。ある出来事から麻薬を極端に憎み、執念をもって麻薬捜査に取り組んでいる。
新渡戸（にとべ）
所沢署署長。
七尾 究一郎（ななお きゅういちろう）
関東信越厚生局麻薬取締部の麻薬取締官。スタンバーグ社に詳しい。宮條とは警察庁と厚生労働省のとの人事交流時に知り合う。噂ではかなりのキレ者。ひょろりとした体躯で大きめの眼鏡をかけている。宮條を10歳程若返らせた印象。
光崎（みつざき）
医大の法医学教室教授。今作では名前のみ登場。

### スタンバーグ社関係者
桐生 隆（きりゅう たかし）
30歳。薬科大出身。生ゴミ専門の集積場となっている沼地でバラバラ死体となって発見される。持ち物からするとモノに無頓着であったらしいが、仕事に対しては専門書を買い漁り、熱心に勉強していた形跡がある。所沢市師脇町在住、スタンバーグ製薬研究所勤務。几帳面な性格。子供のころに台風で家族を一気に亡くし、天涯孤独の身だった。
松原 玲子（まつばら れいこ）
スタンバーグ社日本支社の元社員。20代半ば、大きな瞳をしている。
仙道 寛人（せんどう ひろと）
スタンバーグ社のMR。以前はヘキスト製薬でMRをしていたが、ヘキスト社をスタンバーグ社が吸収合併した際に転籍した。視力障害があり、日差しの強い日はサングラスをかけている。 今作では名前のみ登場。

### その他
毬村 美里（まりむら みさと）
薬科大3年生。肩まで伸びた髪を無造作にまとめている。桐生とは大学の先輩・後輩の関係で、恋愛関係にあった。キャバクラでアルバイトをしている。
藤森（ふじもり）
桐生が2年間通っていた歯科の医師。槙畑より3つ4つ上。警察歯科医会に所属している。桐生のことを弟のように思っていた。
佐義山 多津（さぎやま たづ）
桐生の伯母。8歳で天涯孤独の身となった桐生を引き取る。
加悦 秀彦（かや ひでひこ）
桐生と小中高同じクラスだった同級生。現在はさいたま市役所の税務課勤務。
田宮 貢（たみや みつぐ）
田宮良三の三男で生後4ヵ月。桐生の死体発見場所から半キロ先に両親と共に住んでいたが、母親の友紀子が目を離した十数分のうちに誘拐されたのか、行方がわからなくなる。

## 書籍情報
- 単行本（ソフトカバー）：幻冬舎、2011年5月10日発行、ISBN 978-4-344-01982-9
- 文庫本：幻冬舎文庫、2013年8月1日発行、ISBN 978-4-344-42070-0